# Яковцы (историческая местность)
Яковцы (укр. Яківці) — историческая местность Полтавы, находится в Киевском районе, на северо-восточной окраине города. Вблизи Яковцов 27 июня 1709 года состоялась Полтавская битва.

## История
Яковцы — бывшее село. Основано в конце XVII века. Позже Яковцы были собственностью полтавского полковника Павла Герцика. После смерти Герцика селом владели его жена, а также сын Григорий Герцик — с 1705 года полтавский приказной полковник (в 1709 году бежал с Иваном Мазепой. С 1715 года жил в Стокгольме. В 1719 году арестован в Польше и заключен в Петропавловской крепости). Все имения по приказу Петра I у Герциков были отобраны.
Во время переписи 1767 г. в Яковцах, входивших в состав Полтавской городской сотни Полтавского полка проживало 160 человек. По данным переписи 1859 года в Яковцах Полтавского уезда — 328 жителей.
С 70-х годов XIX века здесь было имение жены русского врача-хирурга и ученого Николая Склифосовского — С. А. Склифосовской. В 1919 г. Софья Склифосовская и её дочь Тамара Терская были убиты отрядом анархистов-махновцев под командованием Бибика, который на короткий срок овладел Полтавой и окрестностями.
В 1929 году Яковцы были включены в состав Полтавы. На территории Яковцов, по улице Спартака в 1973 году установлен памятный знак в честь воинов-земляков — жителей бывшего села, погибших (101 человек) на фронтах Великой Отечественной войны.

## Достопримечательности
- Музей истории Полтавской битвы (ул. Шведская Могила, 29)
- Сампсониевская церковь (улица Шведская Могила, 32)
- Могила Н. В. Склифосовского (Выборгский пер., 10)
- Памятник Шведам от русских
- Дендропарк

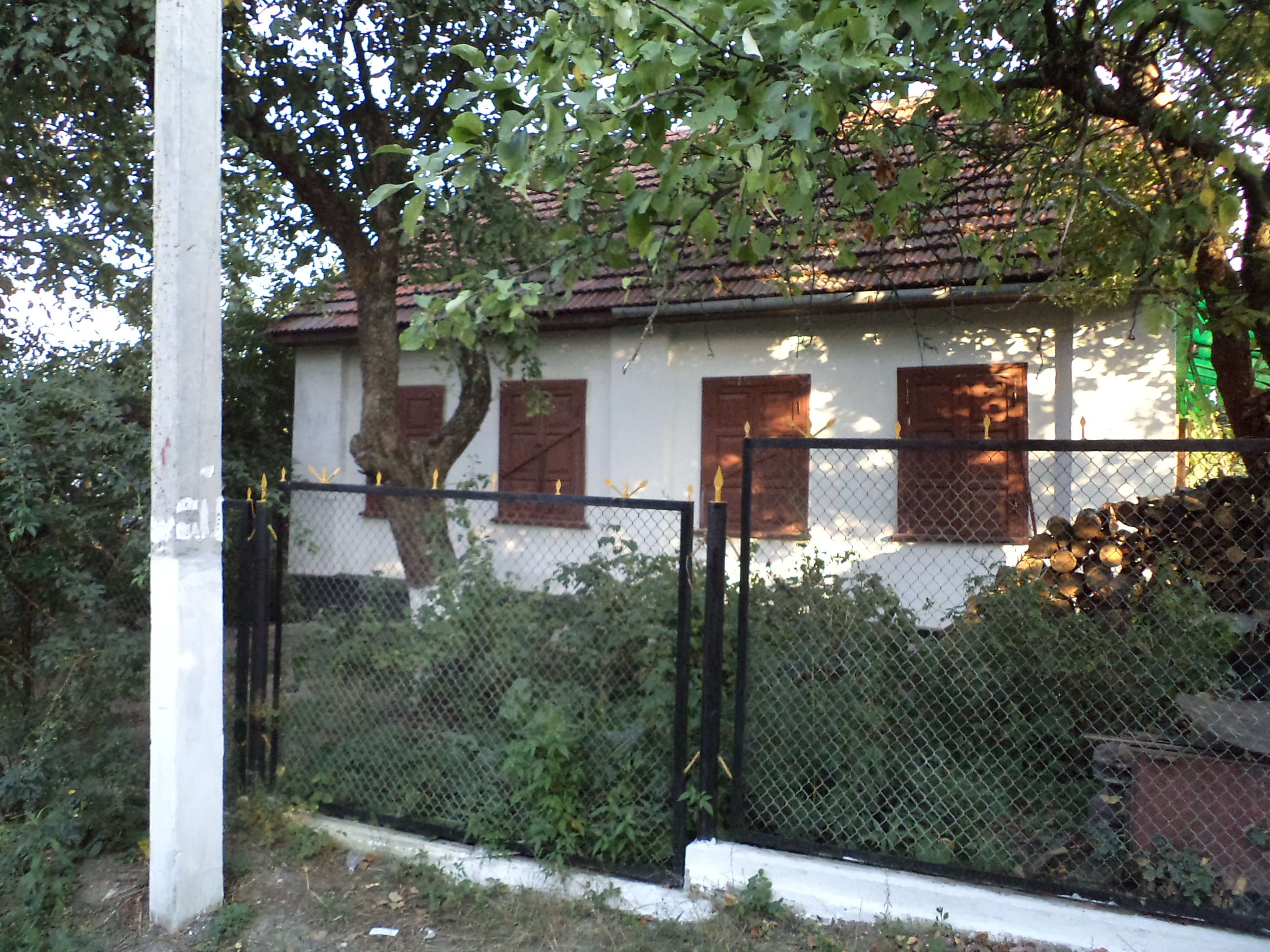
Дом в Яковцах, в оформлении которого хорошо видны украинские традиции народной архитектуры
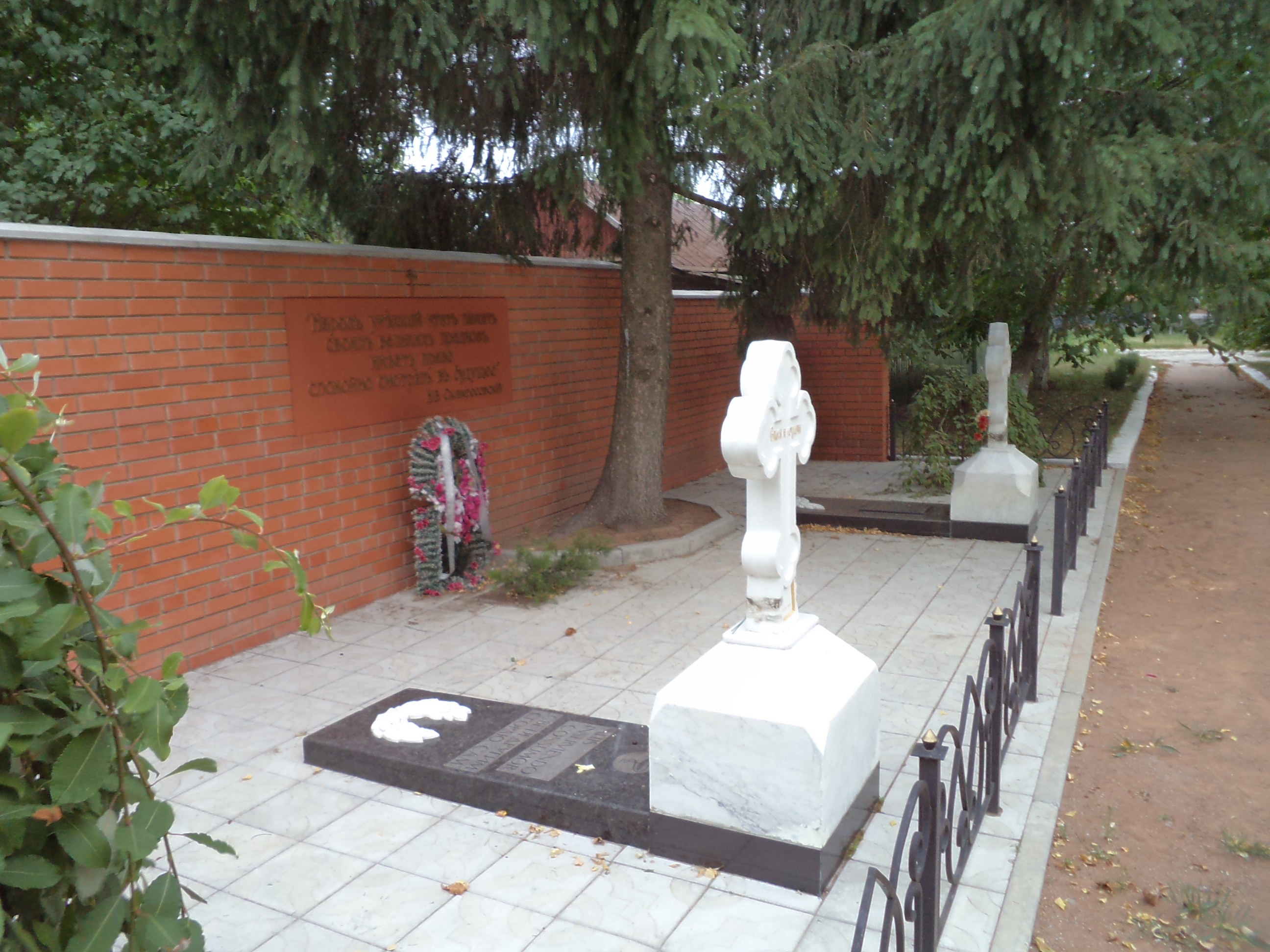
Могила Н. В. Склифосовского

## Знаменитые жители
- Склифосовский, Николай Васильевич